# Episodi di Inazuma Eleven GO Chrono Stones
Questa è la lista degli episodi della serie anime Inazuma Eleven GO Chrono Stones, terza della saga di Inazuma Eleven, tratta dal videogioco Inazuma Eleven GO Chrono Stones. È andata in onda dopo la fine della serie Inazuma Eleven GO ed è seguita dalla quarta serie, Inazuma Eleven GO Galaxy. Conta 51 episodi ed è stata trasmessa in Giappone su TV Tokyo dal 18 aprile 2012 al 1º maggio 2013. In Italia i primi 25 episodi sono stati trasmessi su Disney XD dal 7 aprile al 9 maggio 2014, gli episodi dal 26 al 35 sono andati in onda dal 16 al 27 giugno 2014 e gli episodi dal 36 in poi dal 29 settembre al 20 ottobre 2014.
In Giappone gli episodi 28 e 29 sono stati trasmessi lo stesso giorno, come speciale di un'ora.
| Nº | Titolo italiano Giapponese 「Kanji」 - Rōmaji - Traduzione letterale | In onda           | In onda           |
| Nº | Titolo italiano Giapponese 「Kanji」 - Rōmaji - Traduzione letterale | Giapponese        | Italiano          |
| 1  | Il calcio è scomparso? 「サッカーが消えた!?」 - Sakkā ga kieta!? – "Il calcio è scomparso?!"                                                                                                   | 18 aprile 2012    | 7 aprile 2014     |
| 2  | Arion viaggia nel tempo! 「時を越えた天馬!」 - Toki o koeta Tenma! – "Tenma ha attraversato il tempo!"                                                                                         | 25 aprile 2012    | 8 aprile 2014     |
| 3  | La rinascita della Raimon! 「よみがえれ!雷門!!」 - Yomigaere! Raimon!! – "Resuscita! Raimon!!"                                                                                                 | 2 maggio 2012     | 9 aprile 2014     |
| 4  | L'ultima partita! 「最後のサッカー」 - Saigo no sakkā – "Il calcio della fine" | 9 maggio 2012     | 10 aprile 2014    |
| 5  | Il calcio è proibito! 「驚愕!サッカー禁止令!!」 - Kyōgaku! Sakkā kinshi rei!! – "Sorpresa! L'ordine di proibizione del calcio!!"                                                               | 23 maggio 2012    | 11 aprile 2014    |
| 6  | La Protocollo Omega 2.0! 「壮絶!プロトコル・オメガ2.0!!」 - Sōzetsu! Purotokoru Omega Ni-den-zero!! – "Eroica! La Protocol Omega 2.0!!"                                                        | 30 maggio 2012    | 14 aprile 2014    |
| 7  | Allenamento allo Stadio del Giardino Imperiale! 「ゴッドエデンの特訓!」 - Goddo Eden no tokkun! – "L'allenamento speciale del God Eden!"                                                       | 6 giugno 2012     | 15 aprile 2014    |
| 8  | L'Armatura dello Spirito Guerriero 「極めろ!化身アームド!!」 - Kiwamero! Keshin Āmudo!! – "Arriva all'estremo! Keshin Armed!!"                                                                 | 13 giugno 2012    | 16 aprile 2014    |
| 9  | Gli Insegnamenti del maestro! 「覇者の聖典を手に入れろ!」 - Hasha no seiten o te ni irero! – "Prendi in mano le Scritture del campione!"                                                       | 20 giugno 2012    | 17 aprile 2014    |
| 10 | Un incontro drammatico! 「衝撃の再会!円堂大介!!」 - Shōgeki no saikai! Endō Daisuke!! – "Il rincontro dello shock! Daisuke Endō!!"                                                             | 27 giugno 2012    | 18 aprile 2014    |
| 11 | Alla ricerca della Squadra Invincibile! 「探し出せ!時空最強イレブン!?」 - Sagashi dase! Jikū Saikyō Irebun!? – "Trovali! Gli Undici Più Forti dello Spazio-tempo?!"                            | 4 luglio 2012     | 21 aprile 2014    |
| 12 | Il villaggio di Nobunaga! 「来たぞ!信長の町!!」 - Kita zo! Nobunaga no machi!! – "Arrivati! La città di Nobunaga!!"                                                                            | 11 luglio 2012    | 22 aprile 2014    |
| 13 | Contro la Banda dei Cervi Bianchi! 「大乱戦!白鹿組!!」 - Dai ransen! Shiroshikagumi!! – "La grande mischia! Shiroshikagumi!!"                                                                  | 18 luglio 2012    | 23 aprile 2014    |
| 14 | Operazione danza! 「潜入!踊り子大作戦!!」 - Sennyū! Odoriko daisakusen!! – "Infiltrazione! La grande strategia dei ballerini!!"                                                                | 25 luglio 2012    | 24 aprile 2014    |
| 15 | Allenamento nell'Owari! 「尾張の国の大特訓!」 - Owari no Kuni no dai tokkun! – "Il grande allenamento speciale della provincia di Owari!"                                                      | 1º agosto 2012    | 25 aprile 2014    |
| 16 | Duello durante la festa! 「うつけ祭りの決戦!」 - Utsuke matsuri no kessen! – "La battaglia decisiva della festa dello sciocco!"                                                                | 15 agosto 2012    | 28 aprile 2014    |
| 17 | Il sogno di governare! 「夢の天下」 - Yume no tenka – "Il potere del sogno" | 22 agosto 2012    | 29 aprile 2014    |
| 18 | Son tornati tutti! 「みんなが帰ってきた!」 - Minna ga kaette kita! – "Tutti sono tornati!" | 29 agosto 2012    | 30 aprile 2014    |
| 19 | La pulzella in armatura! 「鎧の少女」 - Yoroi no shōjo – "La ragazza dell'armatura" | 5 settembre 2012  | 1º maggio 2014    |
| 20 | Tra una stoccata e l'altra! 「炎の中のサッカー!」 - Honoo no naka no sakkā! – "Il calcio nelle fiamme!"                                                                                        | 12 settembre 2012 | 2 maggio 2014     |
| 21 | La bandiera del giuramento! 「誓いはこの旗のもとに」 - Chikai wa kono hata no motoni – "Un giuramento su questa bandiera"                                                                      | 19 settembre 2012 | 5 maggio 2014     |
| 22 | Che spasso Liu Bei! 「劉備さんは面白い!」 - Ryūbi-san wa omoshiroi! – "Il signor Liu Bei è divertente!"                                                                                        | 3 ottobre 2012    | 6 maggio 2014     |
| 23 | La fortezza di Zhuge Liang! 「仰天!孔明の館!!」 - Gyōten! Kōmei no kan!! – "Incredibile! La casa di Kongming!!"                                                                                | 10 ottobre 2012   | 7 maggio 2014     |
| 24 | La Zanark Domain! 「激襲!ザナーク・ドメイン!!」 - Gekishū! Zanāku Domein!! – "Attacco violento! Zanark Domain!!"                                                                               | 17 ottobre 2012   | 8 maggio 2014     |
| 25 | Il potere di Zhuge Liang! 「炸裂!孔明の力!!」 - Sakuretsu! Kōmei no chikara!! – "Esplosione! La forza di Kongming!!"                                                                           | 24 ottobre 2012   | 9 maggio 2014     |
| 26 | Arriva Ryoma Sakamoto! 「坂本龍馬!登場!!」 - Sakamoto Ryōma! Tōjō!! – "Sakamoto Ryōma! L'apparizione!!"                                                                                        | 31 ottobre 2012   | 16 giugno 2014    |
| 27 | Il samurai Soji Okita! 「幕末の剣士!沖田総司!!」 - Bakumatsu no kenshi! Okita Sōji!! – "Lo spadaccino del Bakumatsu! Okita Sōji!!"                                                             | 7 novembre 2012   | 17 giugno 2014    |
| 28 | Sakamoto contro Okita: la rivincita! 「サッカー対決!坂本VS沖田!!」 - Sakkā taiketsu! Sakamoto tai Okita!! – "Scontro calcistico! Sakamoto VS Okita!!"                                          | 14 novembre 2012  | 18 giugno 2014    |
| 29 | Uomini che hanno scritto la storia! 「時代をつくる男たち」 - Jidai o tsukuru otoko-tachi – "Gli uomini che fanno la storia"                                                                    | 14 novembre 2012  | 19 giugno 2014    |
| 30 | La leggenda di Mark Evans! 「円堂守伝説!」 - Endō Mamoru densetsu! – "La leggenda di Mamoru Endō!"                                                                                             | 21 novembre 2012  | 20 giugno 2014    |
| 31 | Verso l'era dei dinosauri! 「恐竜時代へGO!」 - Kyōryū jidai e GO! – "Vai nell'era dei dinosauri!"                                                                                              | 28 novembre 2012  | 23 giugno 2014    |
| 32 | Il re dei dinosauri! 「見たか!恐竜の王!!」 - Mita ka! Kyōryū no ō!! – "L'hai visto? Il re dei dinosauri!!"                                                                                     | 5 dicembre 2012   | 24 giugno 2014    |
| 33 | Battaglia decisiva nella Valle degli Animali! 「獣の谷の大決戦!」 - Kemono no Tani no dai kessen! – "La grande battaglia decisiva della Valle delle Bestie!"                                   | 12 dicembre 2012  | 25 giugno 2014    |
| 34 | Un ruggito d'addio! 「さよならと吼える声」 - Sayonara to hoeru koe – "La voce che ruggisce "addio""                                                                                            | 19 dicembre 2012  | 26 giugno 2014    |
| 35 | Un salto nella leggenda! 「伝説へのジャンプ!」 - Densetsu e no jump (janpu)! – "Un salto verso la leggenda!"                                                                                   | 26 dicembre 2012  | 27 giugno 2014    |
| 36 | I Cavalieri della Tavola Rotonda! 「集え!円卓の騎士!!」 - Tsudoe! Entaku no Kishi!! – "Riunitevi! Cavalieri della Tavola Rotonda!!"                                                            | 9 gennaio 2013    | 29 settembre 2014 |
| 37 | Re Artù e la Regina dei Draghi! 「アーサー王とマスタードラゴン」 - Āsā Ō to Masutā Doragon – "Re Artù e Master Dragon"                                                                         | 16 gennaio 2013   | 30 settembre 2014 |
| 38 | Modalità Hyperdrive! 「恐怖のハイパーダイブモード!」 - Kyōfu no Haipā Daibu Mōdo! – "Il terrificante Hyper Dive Mode!"                                                                         | 23 gennaio 2013   | 1º ottobre 2014   |
| 39 | La Raimon e la El Dorado si alleano! 「結束!雷門とエルドラド!!」 - Kessoku! Raimon to Erudorado!! – "Unione! Raimon ed El Dorado!!"                                                            | 30 gennaio 2013   | 2 ottobre 2014    |
| 40 | Si alza il sipario sul torneo Ragnarok 「壮絶開幕!最終決戦ラグナロク!!」 - Sōzetsu kaimaku! Saishū kessen Ragunaroku!! – "Eroica alzata del sipario! La battaglia decisiva finale, Ragnarok!!" | 6 febbraio 2013   | 3 ottobre 2014    |
| 41 | Il risveglio di Fey! 「フェイの目醒め」 - Fei no mesame – "Il risveglio di Fey" | 13 febbraio 2013  | 6 ottobre 2014    |
| 42 | Il fuoriclasse n. 11! 「11人目の時空最強!」 - Jū-ichi ninme no jikū saikyō! – "L'undicesimo più forte dello spazio-tempo!"                                                                     | 20 febbraio 2013  | 7 ottobre 2014    |
| 43 | Scende in campo Automark! 「メカ円堂登場!」 - Meka Endō tōjō! – "L'apparizione di Mecha Endō!"                                                                                                 | 27 febbraio 2013  | 8 ottobre 2014    |
| 44 | Fey, il nostro nemico 「フェイが敵!?」 - Fei ga teki!? – "Fey è un nemico?!" | 6 marzo 2013      | 9 ottobre 2014    |
| 45 | Io Sono Invincibile 「グレートマックスなオレ!」 - Great Max na Ore! (Gurēto Makkusu na Ore!) – "Il Grande Massimo Me!"                                                                         | 13 marzo 2013     | 10 ottobre 2014   |
| 46 | La vera identità del Benefattore X! 「支援者Xの正体!」 - Shiensha Ekkusu no shōtai! – "La vera identità dell'Aiutante X!"                                                                      | 20 marzo 2013     | 13 ottobre 2014   |
| 47 | La Squadra Invincibile è riunita! 「集結!時空最強イレブン!!」 - Shūketsu! Jikū Saikyō Irebun!! – "Riunione! Gli Undici Più Forti dello Spazio-tempo!!"                                         | 3 aprile 2013     | 14 ottobre 2014   |
| 48 | Il potere di Simeon! 「SARUの力!」 - Saru no chikara! – "La forza di Saru!" | 10 aprile 2013    | 15 ottobre 2014   |
| 49 | Il feroce attacco degli Ultraevoluti! 「猛攻!セカンドステージ・チルドレン!!」 - Mōkō! Sekando Sutēji Chirudoren!! – "Attacco feroce! Second Stage Children!!"                                  | 17 aprile 2013    | 16 ottobre 2014   |
| 50 | L'ultimo viaggio nel tempo! 「最後のタイムジャンプ!」 - Saigo no time jump (taimu janpu)! – "L'ultimo salto temporale!"                                                                        | 24 aprile 2013    | 17 ottobre 2014   |
| 51 | Il calcio è tornato 「サッカーが帰ってきた!」 - Sakkā ga kaettekita! – "Il calcio è tornato!"                                                                                                  | 1º maggio 2013    | 20 ottobre 2014   |